# ويليام لينوار
ويليام لينوار (بالإنجليزية: William Lenoir)‏ هو سياسي أمريكي، ولد في 8 مايو 1751 بمقاطعة برونزويك في الولايات المتحدة، وتوفي في 6 مايو 1839 بمقاطعة ويلكس في الولايات المتحدة. انتخب عضو مجلس ولاية كارولاينا الشمالية.